# 环丙胺
环丙胺是一种有机化合物，化学式为C
3H
5NH
2。它可由硝基环丙烷催化加氢还原制得。

## 反应
环丙胺和苯甲醛在甲醇中反应，可以得到N-亚苄基环丙胺。
它和二碳酸二叔丁酯反应，可以得到N-环丙基氨基甲酸叔丁酯。